# Helmut Heuberger (Geograph)
Helmut Heuberger (* 8. Jänner 1923 in Innsbruck; † 16. November 2011 in Salzburg) war ein österreichischer Geograph und Hochgebirgsforscher. Er war der Sohn des Historikers Richard Heuberger. Wegen seiner Beteiligung an Sprengstoffanschlägen des Befreiungsausschuss Südtirols (BAS) verurteilte ein Mailänder Gericht Heuberger 1966 in Abwesenheit zu einer 30-jährigen Haftstrafe.

## Leben
Heuberger besuchte Volksschule und Gymnasium in Innsbruck. Er absolvierte den Reichsarbeitsdienst, meldete sich freiwillig zum Kriegsdienst und diente  ab Oktober 1941 bei einer Panzerjägerkompanie an der Ostfront. Im Februar 1943 wurde er so schwer verwundet, dass er kriegsuntauglich blieb. Zum Wintersemester begann er an der Universität Innsbruck Geschichte, Geographie, Geologie, Völkerkunde sowie Germanistik zu studieren. 1947 verbrachte er als Stipendiat ein Semester an der ETH Zürich. 1952 machte Heuberger in Innsbruck seinen Abschluss als Geograph.
1954 nahm Heuberger als begleitender Wissenschaftler an der erfolgreichen Österreichischen Cho-Oyu-Expedition unter der Leitung von Herbert Tichy teil.
Nach verschiedenen anderen Stellen an der Innsbrucker Universität wurde er 1958 Assistent am Geographischen Institut. 1965 habilitierte er sich zum Thema Gletscherschwankungen in den Stubaier Alpen, das bereits Thema seiner Dissertation bei Hans Kinzl gewesen waren; die Habilitationsschrift wurde mit dem Kardinal-Innitzer-Preis ausgezeichnet.
Nach Gastdozenturen in Hamburg (1967/68) und an der FU Berlin (1969/70) erhielt Heuberger 1972 eine außerordentliche Professur an der Universität München. 1980 folgte er dem Ruf an das Geographische Institut der Universität Salzburg, wo er die Nachfolge von Egon Lendl antrat. In den Jahren 1987–1989 war er Dekan der Naturwissenschaftlichen Fakultät der Universität Salzburg. 1991 emeritierte Heuberger.
1978 wurde er zum Korrespondierenden Mitglied der Österreichischen Akademie der Wissenschaften ernannt. 2000 erhielt er die Albrecht-Penck-Medaille, 2006 die Franz von Hauer-Medaille der Österreichischen Geographische Gesellschaft.

## Privates
1956 heiratete er Adelheid Hardorp (* 29. März 1929; † 5. September 2006); 2008 heiratete Heuberger Ilse Meyer (* 1922; † 2011).

## Schriften
- Gletschervorstöße zwischen Daun- und Fernaustadium in den nördlichen Stubaier Alpen (Tirol), 1954
- Beobachtungen über die heutige und eiszeitliche Vergletscherung in Ostnepal, 1956
- Gletschergeschichtliche Untersuchungen in den Zentralalpen zwischen Sellrain- und Ötztal, 1966
- Die Alpengletscher im Spät- und Postglazial, 1968
- Type Areas of Late Glacial and Post-Glacial Deposits in Tyrol, Eastern Alps (gem. mit F. Mayr), 1968
- Der Bimsstein von Köfels (Tirol), ein Bergsturz-“Friktionit” (gem. mit T. Erismann, E. Preuss), 1977
- Untersuchungen an Parabelrissen und Sichelbrüchen im Zemmgrund (Zillertal) und über die damit verbundene Abtragung (gem. mit T. Wintges), 1980
- Quaternary landslides and rock fusion in Central Nepal and in the Tyrolean Alps (gem. mit L. Masch, E. Preuss, A. Schröcker), 1984
- Die Ausdehnung der letzteiszeitlichen Vergletscherung an der Mount-Everest-Südflanke, Nepal (gem. mit H. Weingartner), 1985
- Mountain Hazard Geomorphology of Tyrol and Vorarlberg, Austria (gem. mit H. Aulitzky, G. Patzelt), 1994
- New results on the Pleistocene glaciation of the Japanese Alps (Honshu) and the „Hettner Stein“ problem – a preliminary report (gem. mit H. Kerschner), 1996
- Paleoglaciological studies in the Ala-Archa National Park, Kyrgyzstan, Northwestern Tian-Shan mountains, and using multitextural analysis as a sedimentological tool for solving stratigraphical problems (gem. mit V.V. Sgibnev), 1998
- Present structure and prefailure topography of the giant rockslide of Köfels (gem. mit E. Brückl, J. Brückl), 2001
- Gletscherweg Berliner Hütte (gem. mit R. Türk), 2004
- Zur holozänen Gletschergeschichte im Zemmgrund in den Zillertaler Alpen, Tirol/Österreich (Ostalpen) (gem. mit P. Pindur), 2008
- Aus meinem Cho-Oyu-Tagebuch 1954 und Erinnertes, 2012